# Experimento de Eötvös
El experimento de Eötvös fue un trabajo famoso en física aplicada, diseñado para medir la correlación entre masa inercial y masa gravitatoria, demostrando la coincidencia entre los dos conceptos. Esto era algo que se sospechaba desde mucho tiempo atrás, pero que nunca se había demostrado con la precisión necesaria para llegar a evidencias concluyentes. El problema de la caída de los cuerpos ya fue analizado en la Grecia Clásica, y los primeros experimentos fueron realizados durante el Renacimiento en Italia.

## Antecedentes
Galileo Galilei (1564-1642) ya había observado que cuerpos con diferentes masas en caída libre emplean el mismo tiempo para llegar a Tierra, lo que significa que la masa inercial es igual a la masa gravitacional. Sin embargo, los primeros experimentos para demostrar la equivalencia entre masa gravitacional y masa inercial los realizó el físico inglés Isaac Newton (1642-1727) empleando largos péndulos de igual longitud con masas de diferentes materiales y comprobando que su comportamiento no se veía afectado por la masa ni por el tipo de material, lo que demuestra la equivalencia entre masa gravitacional y masa inercial. Posteriormente Friedrich Wilhelm Bessel (1784-1846) realizó una larga serie de experimentos con péndulos con más precisión que Newton y llegó a la misma conclusión.
Loránd Eötvös inició en 1885 un experimento mucho más preciso, utilizando una balanza de torsión de su invención que fue mejorando poco a poco. Entre 1906 y 1909, el equipo de Eötvös prosiguió sus trabajos con una serie de experimentos similares pero cada vez más precisos, contrastando sus resultados con diferentes tipos de materiales y en diferentes lugares alrededor de la Tierra, hasta demostrar de forma concluyente la equivalencia entre masa inercial y masa gravitatoria. A su vez, estos experimentos llevaron a la comprensión moderna del principio de equivalencia implícito en la relatividad general, que establece la coincidencia entre masa gravitatoria e inercial.
Para comprobarlo, basta con demostrar que la masa inercial es proporcional a la masa gravitacional, puesto que cualquier relación numérica constante entre ambas, queda absorbida en la definición de la unidad de fuerza correspondiente.

## Experimento original de Eötvös
Loránd Eötvös, físico de la Universidad de Budapest, alrededor de 1885 modificó y modernizó el diseño de la balanza de torsión de John Michell y Henry Cavendish, quien ya la había empleado para determinar la densidad de la Tierra en 1798 (experimento de Cavendish). Llamó a este instrumento "variómetro horizontal". Modificó la disposición básica de modelos anteriores de balanza para colocar una de las dos masas esféricas colgando del extremo del brazo horizontal mediante un alambre, en lugar de situarla directamente en el extremo del brazo. Esto le permitió medir la torsión en dos dimensiones y, a su vez, la componente horizontal local de la intensidad del campo gravitatorio, g. Las medidas de Eötvös demostraban que no había ninguna diferencia aparente entre masa gravitacional y masa inercial. En 1889 utilizó el mismo dispositivo con diferentes tipos de materiales de muestra para ver si había algún cambio en la fuerza de la gravedad a causa de los materiales, comprobando que no hay tal cambio con una exactitud de 1 en 20 millones ({\displaystyle \eta \approx 5\cdot 10^{-7}}). Se define el parámetro de Eötvös como:
donde {\displaystyle m_{g1}} y {\displaystyle m_{g2}} son las masas gravitatorias de dos cuerpos que se comparan y {\displaystyle m_{i1}} y {\displaystyle m_{i2}}, sus masas inerciales.

### La balanza de torsión de Eötvös
Las diferentes balanzas utilizadas por Eötvös y sus colaboradores fueron diseñadas con el objetivo de medir gradientes gravitatorios y se emplearon en muchos experimentos con este fin en las montañas de Hungría. Para incrementar la sensibilidad del aparato se separaba la distancia vertical entre las dos masas unos 50 cm, mientras que para estudiar la equivalencia entre masas gravitatoria e inercial se hacía lo contrario, reduciendo la distancia para evitar los efectos de los gradientes gravitatorios, y se orientaba la balanza en diferentes direcciones.
El diseño experimental original de Eötvös consiste en una balanza de torsión muy sensible, formada por dos masas esféricas de diferente materiales y de la misma masa gravitacional, {\displaystyle m_{g1}=m_{g2}}, situadas en los extremos opuestos de un tubo de latón delgado, de 40 cm de longitud y 5,0 mm de diámetro, dispuesto en horizontal, a distancias {\displaystyle l_{1}} y {\displaystyle l_{2}} del punto de donde cuelga la barra por medio de un alambre fino de platino e iridio (estabilizado térmicamente a tracción). Este hilo proporciona resultados muy superiores a los de las fibras de cuarzo empleadas usualmente hasta entonces en las balanzas de torsión. Una de las masas, la de referencia, es un cilindro de platino de 30 g situado en uno de los extremos del brazo. La otra masa, la de prueba, es de 25,5 g (para compensar el peso del alambre del que pende) y se cuelga a unos 21 cm por debajo del brazo. El conjunto de masas y longitudes se dispone de forma que el conjunto de la varilla, las dos masas y los hilos, permanezcan en equilibrio.
Todo el conjunto está encerrado dentro de una caja con dos o tres paredes aislantes, en función de las partes a proteger, con el objetivo de minimizar los gradientes de temperatura. Asimismo se disponen en diferentes lugares termómetros para controlar la constancia de la temperatura en el interior del dispositivo. Un espejo unido a la barra o a la fibra, permite reflejar un rayo de luz y así observar cualquier pequeña desviación con un telescopio. Todo el conjunto quedaba cerrado dentro de una caja para evitar alteraciones debidas a cambios de temperatura o a corrientes de aire.

### Planteamiento teórico del experimento
Como ya se ha señalado, el dispositivo experimental original de Eötvös consistía en dos masas en los extremos opuestos de una barra, colgada de una fibra fina. Un espejo unido a la barra o al hilo, desviaba un haz de luz que se observaba mediante un visor óptico, también denominado "telescopio". Incluso cambios muy pequeños en la rotación de la varilla provocan que el haz de luz se desvíe, lo que a su vez se traduce en un cambio notable cuando el rayo de luz es magnificado en el visor.
Como se puede observar desde el sistema de referencia terrestre (el "marco de referencia del laboratorio", que no es un sistema inercial), las fuerzas principales que actúan sobre las masas equilibradas son la tensión del hilo, la gravedad y la fuerza centrífuga debida a la rotación de la Tierra. La gravedad se calcula por la ley de la gravitación universal de Newton, que depende de la masa gravitatoria. La fuerza centrífuga se calcula según las leyes del movimiento de Newton y depende de la masa inercial.
El experimento se dispone de manera que si los dos tipos de masas (la inercial y la gravitatoria) fuesen diferentes, las dos fuerzas no actuarían exactamente de la misma manera en los dos cuerpos, y con el tiempo, la barra giraría. Como se ve en el "marco de referencia del laboratorio" en rotación con la Tierra, la tensión del hilo cancela la suma del peso más la (mucho más pequeña) fuerza centrífuga (como suma de vectores), mientras que como se ve desde cualquier sistema inercial, el vector suma del peso y de la tensión hace que el objeto gire con la Tierra.
Para que la varilla esté en reposo en el sistema de referencia del laboratorio, las reacciones en la barra de las tensiones que actúan sobre cada cuerpo, debe crear un par neto nulo (teniendo en cuenta que el único grado de libertad es la rotación en el plano horizontal). Suponiendo que el sistema estuviera constantemente en reposo -esto significa un estado de equilibrio mecánico (es decir, las fuerzas netas y los pares de giro son cero)- entonces, los dos cuerpos suspendidos estarían también en reposo. Pero si tuvieran diferentes fuerzas centrífugas sobre ellos y, por lo tanto, ejerciendo diferentes pares sobre la varilla a través de las reacciones de la tensión, la varilla entonces espontáneamente giraría, en contradicción con la hipótesis de que el sistema está en reposo. En consecuencia, el sistema no podría existir en este estado: cualquier diferencia entre las fuerzas centrífugas en los dos cuerpos pondría la varilla en rotación.

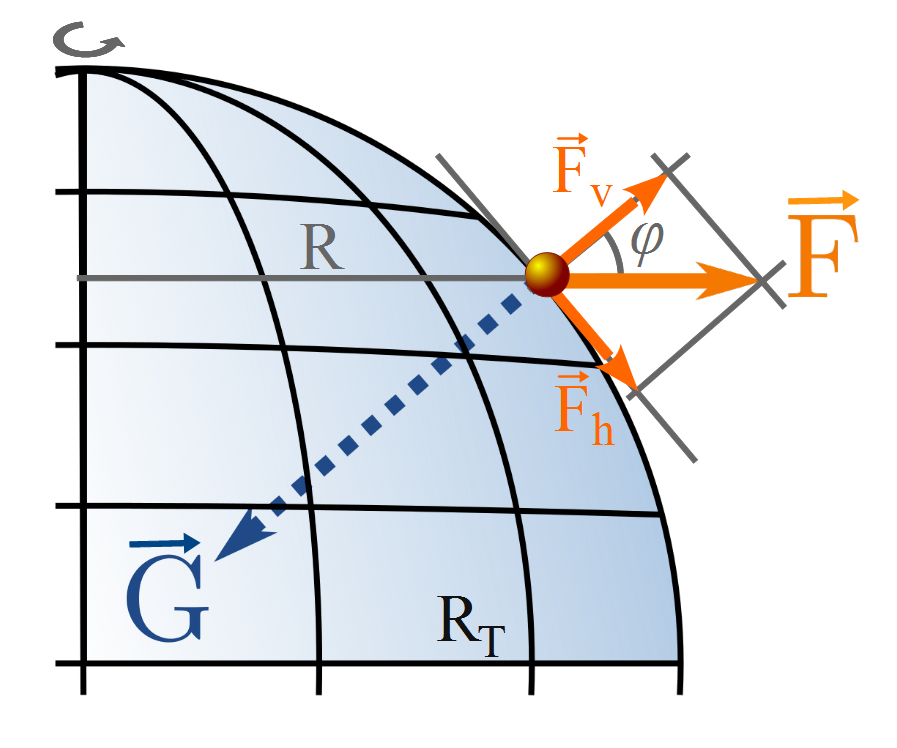
Esquema de fuerzas gravitatoria y centrífuga sobre la superficie de la Tierra de una masa en la balanza de Eötvös

### Formulación matemática
El sistema de referencia de la Tierra no es un sistema inercial de referencia, ya que la Tierra gira sobre su eje Norte-Sur. Las fuerzas principales que actúan sobre las masas, {\displaystyle m_{1}} y {\displaystyle m_{2}}, son las fuerzas de la gravedad, {\displaystyle G_{1}} y {\displaystyle G_{2}}, y las fuerzas centrífugas, {\displaystyle F_{1}} y {\displaystyle F_{2}}, que se han de introducir debido a la rotación de la Tierra si se supone esta sin movimiento. La gravedad se calcula aplicando la ley de la gravitación universal de Newton, que depende de la masa gravitatoria, {\displaystyle m_{g1}} y {\displaystyle m_{g2}}, de la masa gravitatoria de la Tierra, {\displaystyle M_{T}}, del radio de la Tierra, {\displaystyle R_{T}}, y de la constante de gravitación universal, {\displaystyle G}:

Si la relación entre F_{1} y F_{2} difiere de la relación entre G_{1} y G_{2}, la barra gira. El espejo se utiliza para medir la rotación

La fuerza centrífuga se calcula por las leyes de la dinámica de Newton y depende de la masa inercial de cada esfera, {\displaystyle m_{i1}} y {\displaystyle m_{i2}}, de la velocidad angular de rotación de la Tierra, {\displaystyle \omega _{T}}, y del radio del paralelo del punto donde se realiza el experimento, {\displaystyle R=R_{T}\cdot \cos \phi }, siendo {\displaystyle \phi } la latitud del lugar:
En el plano vertical se tienen dos tipos de fuerzas que pueden hacer girar el brazo verticalmente: las fuerzas de la gravedad o pesos que tiran de las masas hacia el centro de la Tierra:
y las componentes verticales de la fuerza centrífuga que tiran de las masas hacia fuera:
opuestas a las anteriores. La barra permanece horizontal porque los momentos de fuerza que actúan en el plano vertical son iguales debido a que la balanza se equilibra expresamente para este fin, {\displaystyle \tau _{v1}=\tau _{v2}}:
En cuanto a las fuerzas horizontales solo están presentes las componentes horizontales de las fuerzas centrífugas:
Si el brazo de la balanza está equilibrado verticalmente, también lo estará horizontalmente si son iguales las masas gravitacionales a las inerciales. Pero si los dos tipos de masas son diferentes, las componentes de las fuerzas centrífugas horizontales producirán un momento de giro:
que dará lugar a una pequeña desviación del brazo en el plano horizontal, el cual se puede medir gracias a la fuerza recuperadora de torsión del alambre. En un péndulo de torsión, como el de una balanza de torsión, el momento de fuerza, {\displaystyle \tau }, es proporcional al ángulo de giro {\displaystyle \theta } de la balanza, siendo la constante de proporcionalidad el módulo de torsión, {\displaystyle \kappa }, que es conocido. Por tanto resulta que {\displaystyle \tau =\kappa \cdot \theta }.

## Otras mejoras
Los experimentos iniciales realizados alrededor de 1885, demostraron que no había ninguna diferencia aparente, mejorándose posteriormente el experimento para demostrar este hecho con más precisión. En 1889 se utilizó el dispositivo con diferentes tipos de materiales de muestra para ver si había algún cambio en la fuerza de la gravedad debido a los materiales. Este experimento demostró que no hay tal cambio, con una exactitud de 1 en 20 millones. En 1890 se publicaron estos resultados, así como una medida de la masa de la colina Gellért de Budapest.
Al año siguiente se comenzó a trabajar en una versión modificada del dispositivo, denominado por el propio Eötvös como "variómetro horizontal". Modificó ligeramente la disposición básica del dispositivo, colocando una de las dos masas en reposo colgando del extremo de la varilla en su propio alambre, en lugar de estar unido directamente al extremo de la barra. Esto le permitió medir la torsión en dos dimensiones, y a su vez, la componente horizontal local de g. Además, esta configuración era mucho más precisa. Conocido generalmente como balanza Eötvös, este dispositivo es de uso común hoy en día en la prospección geofísica de concentraciones de masa locales.
Dezsö Pekár (1873-1953) y Jenő Fekete (1880-1943) realizaron con el nuevo dispositivo una serie de experimentos (unas 4.000 horas de mediciones) a partir de 1906. Los resultados fueron presentados por primera vez en la 16.ª Conferencia Internacional Geodésica en Londres en 1909, elevando la exactitud a 1 en 100 millones. Eötvös murió en 1919, y las mediciones completas solamente fueron publicadas en 1922 por Pekár y Fekete.

## Estudios relacionados
Eötvös también estudió experimentos similares llevados a cabo por otros equipos a bordo de buques en movimiento, lo que le llevó al desarrollo del efecto Eötvös para explicar las pequeñas diferencias que se midieron. Estas discrepancias fueron debidas a las fuerzas de aceleración adicionales provocadas por el movimiento de las naves en relación con la Tierra, un efecto que se demostró en una travesía adicional realizada en el Mar Negro en 1908.
En la década de 1930, un exalumno de Eötvös, János Renner (1889-1976), mejoró aún más los resultados con una precisión de 1 a 2 entre 5.000 millones. Robert H. Dicke con P.G. Roll y R. Krotkov repitieron el experimento mucho más tarde usando un aparato mejorado, y aumentaron aún más la precisión hasta 1 en 100.000 millones. También hicieron varias observaciones sobre el experimento original, sugiriendo que la precisión especificada era dudosa. Volvieron a examinar los datos originales a la luz de estas dudas, observando un muy leve efecto aparente que parecía sugerir que la comprobación del principio de equivalencia no fue tan exacta como se pretendía, y que estaba afectada por los diferentes tipos de material utilizados.
En la década de 1980, varias nuevas teorías de la física que intentan combinar la gravitación y la mecánica cuántica, sugirieron que la materia y la antimateria se verían afectadas de manera ligeramente diferente por la gravedad. En combinación con las afirmaciones de Dicke, parecía que había una posibilidad de que tal diferencia se pudiera medir. Esto llevó a una nueva serie de experimentos de tipo Eötvös (así como a la realización de caídas cronometradas de masas en columnas de vacío) que no pudieron demostrar tal efecto. Un efecto secundario de estos experimentos fue un nuevo examen de los datos originales de Eötvös, incluyendo estudios detallados de estratigrafía local, de la disposición física del Instituto de Física (que Eötvös había diseñado personalmente), e incluso del clima y de otros posibles efectos en las mediciones. En consecuencia, se puede considerar que el experimento ha sido suficientemente contrastado.